# اچ‌ام‌اس اچ۲۴
اچ‌ام‌اس اچ۲۴ (به انگلیسی: HMS H24) یک زیردریایی بود که طول آن ۱۷۱ فوت ۰ اینچ (۵۲٫۱۲ متر) بود. این زیردریایی در سال ۱۹۱۷ ساخته شد.